# Huang Yong
Pour l’article homonyme, voir Huang.
Dans ce nom chinois, le nom de famille, Huang, précède le nom personnel.
Huang Yong (chinois : 黄勇), né le 18 novembre 1974 dans la province du Henan en Chine et mort le 26 décembre 2003, est un tueur en série chinois accusé du meurtre de 17 adolescents (bien qu'il fût soupçonné de 25 meurtres) entre septembre 2001 et 2003.
En septembre 2001, Huang a commencé à attirer des jeunes, venant de salles de vidéos, cybercafés et salles de jeux vidéo dans sa maison en proposant de les recommander pour des emplois bien rémunérés ou pour financer leur scolarité ou des visites guidées. Dans sa maison, Yong droguait les jeunes et les violait après les avoir étranglé avec une corde.
En novembre 2003, un garçon de 16 ans nommé Zhang Liang est allé à la police. Les enquêteurs n'ont tout d'abord pas été convaincus de l'histoire de Liang, mais le garçon a affirmé que Yong l'avait invité à son appartement en lui offrant un emploi. Une fois arrivé, Yong a tenté de l'étrangler et il est tombé dans l'inconscience à trois reprises. Après, quand le jeune garçon se réveilla, Yong lui dit « j'ai tué au moins 25 personnes. Vous êtes le numéro 26 », mais Liang s'est échappé et l'a signalé à la police.
Enfin, la police crut finalement l'histoire de Liang Yong et arrêta Yong qui fut condamné à mort le 9 décembre 2003, et exécuté par un peloton d'exécution le 26 décembre 2003.
Le motif des crimes de Yong est déclaré dans cette phrase : « J'ai toujours voulu être un assassin depuis que je suis un gamin, mais je n'ai jamais eu la chance d'y arriver », a déclaré Huang.

## Source
- (en) Cet article est partiellement ou en totalité issu de l’article de Wikipédia en anglais intitulé « Huang Yong » (voir la liste des auteurs).